# Olympische Winterspiele 1984/Teilnehmer (Andorra)
| Gelbes Symbol für Goldmedaillen mit stilisierten Olympischen Ringen | Graues Symbol für Silbermedaillen mit stilisierten Olympischen Ringen | Braundes Symbol für Bronzemedaillen mit stilisierten Olympischen Ringen |
| ------------------------------------------------------------------- | --------------------------------------------------------------------- | ----------------------------------------------------------------------- |
| —                                                                   | —                                                                     | —                                                                       |

Andorra nahm an den Olympischen Winterspielen 1984 in Sarajevo mit einer Delegation von zwei alpinen Skifahrern teil.

## Teilnehmer nach Sportarten

### Ski Alpin
Herren:
- Albert Llovera
Abfahrt: 48. Platz – 1:57,88 min
Riesenslalom: DNF
Slalom: DNF
- Jordi Torres
Abfahrt: 50. Platz – 1:59,06 min
Riesenslalom: DNF
Slalom: DNF

## Weblink
- Olympiamannschaft Andorras 1984 in der Datenbank von Sports-Reference (englisch; archiviert vom Original)